# Merthyr (circonscription du Parlement britannique)
Merthyr est une ancienne circonscription électorale de la Chambre des communes du Royaume-Uni.
Centrée sur la ville de Merthyr Tydfil, dans le Glamorgan, un comté du pays de Galles méridional, elle existe de 1918 à 1950.

## Histoire
La circonscription de Merthyr est créée pour les élections générales de 1918 en remplacement de celle de Merthyr Tydfil. Son premier représentant est Edgar Jones (en), le dernier député libéral de Merthyr Tydfil. Dès l'élection suivante, en 1922, la circonscription bascule en faveur du Parti travailliste et vote systématiquement pour le Labour jusqu'à son abolition, en 1950. Elle est remplacée par une nouvelle circonscription de Merthyr Tydfil.

## Députés
| Élection | Député              | Parti | Parti                          |
| -------- | ------------------- | ----- | ------------------------------ |
| 1918     | Edgar Jones (en)    |       | Parti libéral                  |
| 1922     | R. C. Wallhead (en) |       | Parti travailliste             |
| 1931     | R. C. Wallhead (en) |       | Parti travailliste indépendant |
| 1933     | R. C. Wallhead (en) |       | Parti travailliste             |
| 1934     | S. O. Davies        |       | Parti travailliste             |